# Clinopodium wardii
Clinopodium wardii là một loài thực vật có hoa trong họ Hoa môi. Loài này được (C.Marquand & Airy Shaw) Bräuchler mô tả khoa học đầu tiên năm 2006.